# Baleia-bicuda-de-bowdoin
A baleia-bicuda-de-bowdoin (Mesoplodon bowdoini), ou baleia-bicuda-de-andrews, é um cetáceo da família dos zifiídeos (Ziphiidae) encontrado em águas temperadas margeando o sul da Austrália e Nova Zelândia.